# Malaysian Open 2015
BMW Malaysian Open 2015 byl tenisový turnaj pořádaný jako součást ženského okruhu WTA Tour, který se hrál v Royal Selangor Golf Clubu na otevřených dvorcích s tvrdým povrchem. Konal se mezi 28. únorem až 8. březnem 2015 v malajsijském hlavním městě Kuala Lumpur jako 6. ročník turnaje.
Turnaj s rozpočtem 250 000 dolarů patřil do kategorie WTA International Tournaments. Nejvýše nasazenou hráčkou ve dvouhře se stala dánská světová pětka Caroline Wozniacká, která potvrdila roli favoritky a turnaj vyhrála. Deblovou soutěž ovládl čínský pár Liang Čchen a Wang Ja-fan.

## Rozdělení bodů a finančních odměn

### Distribuce bodů
| Soutěž  | vítězky | finalistky | semifinalistky | čtvrtfinalistky | 16 v kole | 32 v kole | Q  | Q3 | Q2 | Q1 |
| ------- | ------- | ---------- | -------------- | --------------- | --------- | --------- | -- | -- | -- | -- |
| dvouhra | 280     | 180        | 110            | 60              | 30        | 1         | 18 | 14 | 10 | 1  |
| čtyřhra | 280     | 180        | 110            | 60              | 1         | —         | —  | —  | —  | —  |

### Finanční odměny
| Soutěž                                | vítězky | finalistky | semifinalistky | čtvrtfinalistky | 16 v kole | 32 v kole | Q3     | Q2   | Q1   |
| ------------------------------------- | ------- | ---------- | -------------- | --------------- | --------- | --------- | ------ | ---- | ---- |
| dvouhra                               | $43 000 | $21 400    | $11 300        | $5 900          | $3 310    | $1 925    | $1 005 | $730 | $530 |
| čtyřhra                               | $12 300 | $6 400     | $3 435         | $1 820          | $960      | —         | —      | —    | —    |
| částky ve čtyřhře jsou uváděny na pár |         |            |                |                 |           |           |        |      |      |

## Ženská dvouhra

### Nasazení
| Stát                          | Hráčka             | WTA | Nasazení |
| ----------------------------- | ------------------ | --- | -------- |
| Dánsko                        | Caroline Wozniacká | 5   | 1        |
| Německo                       | Sabine Lisická     | 28  | 2        |
| Austrálie                     | Casey Dellacquová  | 34  | 3        |
| Austrálie                     | Jarmila Gajdošová  | 54  | 4        |
| Česko                         | Klára Koukalová    | 58  | 5        |
| Japonsko                      | Kurumi Naraová     | 60  | 6        |
| Srbsko                        | Bojana Jovanovská  | 63  | 7        |
| Německo                       | Julia Görgesová    | 67. | 8.       |
| Žebříček WTA k 23. únoru 2015 |                    |     |          |

### Jiné formy účasti
Následující hráčky obdržely divokou kartu do hlavní soutěže:
- Sie Šu-wej
- Jawairiah Noordinová
- Sabine Lisická

Následující hráčky postoupily z kvalifikace:
- Julia Bejgelzimerová
- Jelizaveta Kuličkovová
- Magda Linetteová
- Džunri Namigatová
- Wang Ja-fan
- Sü I-fan

### Odhlášení
před zahájením turnaje
- Zarina Dijasová → nahradila ji Patricia Mayrová-Achleitnerová
- Marina Erakovicová → nahradila ji Çağla Büyükakçay
- Romina Oprandiová → nahradila ji Misa Egučiová
- Carla Suárezová Navarrová → nahradila ji Ču Lin

## Ženská čtyřhra

### Nasazení
| Stát                                                                      | Hráčka               | Stát     | Hráčka            | WTA  | Nasazení |
| ------------------------------------------------------------------------- | -------------------- | -------- | ----------------- | ---- | -------- |
| Chorvatsko                                                                | Darija Juraková      | Česko    | Klára Koukalová   | 110. | 1.       |
| Ukrajina                                                                  | Ljudmyla Kičenoková  | Ukrajina | Nadija Kičenoková | 139. | 2.       |
| Ukrajina                                                                  | Julia Bejgelzimerová | Ukrajina | Olga Savčuková    | 155. | 3.       |
| Čína                                                                      | Sü I-fan             | Čína     | Čang Kchaj-lin    | 171. | 4.       |
| Žebříček WTA k 23. únoru 2015; číslo je součtem umístění obou členek páru |                      |          |                   |      |          |

### Jiné formy účasti
Následující pár obdržel divokou kartu do hlavní soutěže:
- Jawairiah Noordinová /  Theiviya Selvarajoo

## Přehled finále

### Ženská dvouhra
- Caroline Wozniacká vs.  Alexandra Dulgheruová, 4–6, 6–2, 6–1

### Ženská čtyřhra
- Liang Čchen /  Wang Ja-fan vs.  Julia Bejgelzimerová /  Olga Savčuková, 4–6, 6–3, [10–4]